# Tiomorfolina-carbossilato deidrogenasi
La tiomorfolina-carbossilato deidrogenasi è un enzima appartenente alla classe delle ossidoreduttasi, che catalizza la seguente reazione:
tiomorfolina 3-carbossilato + NAD(P)+ ⇄ 3,4-deidro-tiomorfolina-3-carbossilato + NAD(P)H + H+
Il prodotto è l'immina ciclica del 2-ossoacido corrispondente alla S-(2-amminoetil)cisteina. In direzione inversa possono fungere da substrati un gran numero di composti ciclici insaturi, sebbene l'enzima risulti più lento.